# Harmogenanina subdetecta
Harmogenanina subdetecta foi uma espécie de gastrópodes da família Helicarionidae.
Foi endémica da Reunião.